# USS Howard (DD-179)
USS Howard (DD–179) là một tàu khu trục thuộc lớp Wickes của Hải quân Hoa Kỳ trong giai đoạn Chiến tranh Thế giới thứ nhất, sau được cải biến thành tàu quét mìn cao tốc DMS-7 rồi thành một tàu phụ trợ AG-106 trong Chiến tranh Thế giới thứ hai. Nó là chiếc tàu chiến đầu tiên của Hải quân Hoa Kỳ được đặt tên theo Charles W. Howard, một sĩ quan hải quân tử trận trong cuộc Nội chiến Hoa Kỳ trên chiếc USS New Ironsides (1862).

## Thiết kế và chế tạo
Howard được đặt lườn vào ngày 9 tháng 12 năm 1918 tại xưởng tàu của hãng Union Iron Works ở San Francisco, California. Nó được hạ thủy vào ngày 26 tháng 4 năm 1919, được đỡ đầu bởi cô Marion Filmer, và được đưa ra hoạt động tại Xưởng hải quân Mare Island vào ngày 29 tháng 1 năm 1920 dưới quyền chỉ huy của Hạm trưởng, Trung tá Hải quân B. M. Stewart.

## Lịch sử hoạt động

### Giữa hai cuộc thế chiến
Howard khởi hành từ San Francisco vào ngày 1 tháng 3 năm 1920 để gia nhập Lực lượng Khu trục trực thuộc Hạm đội Thái Bình Dương tại San Diego, California. Sau các hoạt động thực tập chiến thuật và huấn luyện tác xạ ban đầu, nó rời San Diego vào ngày 3 tháng 5 để đi Topolobampo, México. Nó gia nhập trở lại chi hạm đội vào ngày 17 tháng 5 để tham gia các hoạt động tại khu vực San Diego, bao gồm thực hành ngư lôi, tuần tra, tập trận và huấn luyện cùng tàu ngầm. Howard được cho xuất biên chế vào ngày 27 tháng 5 năm 1922.
Được cho nhập biên chế trở lại vào ngày 29 tháng 8 năm 1940, Howard được cải biến thành một tàu quét mìn và được xếp lại lớp với ký hiệu lườn mới DMS-7. Nó khởi hành từ San Diego vào giữa tháng 10, đi đến Norfolk, Virginia vào ngày 29 tháng 10, và tiếp tục lên đường vào ngày 19 tháng 11 để nhận nhiệm vụ tại vùng biển Caribe. Nó ở lại khu vực này cho đến ngày 17 tháng 5 năm 1941, thực hiện các nhiệm vụ quét mìn và tuần tra nhằm thực thi Tuần tra Trung lập. Nó quay trở về Norfolk vào ngày 19 tháng 5, tham gia các cuộc thực tập dọc theo vịnh Chesapeake cho đến khi Nhật Bản bất ngờ tấn công Trân Châu Cảng vào ngày 7 tháng 12 năm 1941, thúc đẩy Hoa Kỳ trực tiếp tham gia chiến tranh.

### Thế Chiến II
Howard lên đường vào ngày 8 tháng 12 làm nhiệm vụ hộ tống vận tải, và trong những tháng tiếp theo đã bảo vệ các tàu vận tải và tàu chở dầu tại vùng biển Caribe và Tây Đại Tây Dương khỏi các cuộc tấn công của tàu ngầm U-boat Đức. Được huy động vào chiến dịch đổ bộ lên Bắc Phi vào cuối năm 1942, nó tham gia vào Lực lượng Đặc nhiệm Hải quân phía Tây dưới quyền Chuẩn đô đốc Henry Kent Hewitt tại Norfolk. Nó lên đường vào ngày 24 tháng 10 bảo vệ cho chiếc soái hạm Augusta trong hành trình vượt Đại Tây Dương. Trong khi binh lính đổ bộ vào ngày 8 tháng 11, nó thực hiện nhiệm vụ quét mìn và bảo vệ. Trong giai đoạn đầu của cuộc Hải chiến Casablanca diễn ra ngày hôm đó, Howard đã hộ tống cho Augusta khi chiếc tàu tuần dương hạng nặng đối đầu với các khẩu đội pháo duyên hải và đấu pháo tay đôi với thiết giáp hạm Pháp Jean Bart. Chiếc tàu khu trục sau đó tiếp tục ở lại ngoài khơi Casablanca và Safi trong khi binh lính Lục quân cũng cố các bãi đổ bộ và cùng các đơn vị hải quân chiếm đóng thành công Casablanca vào ngày 16 tháng 11 năm 1942. Sau khi thực hiện các nhiệm vụ tuần tra chống tàu ngầm, nó quay trở về Norfolk vào ngày 29 tháng 12.
Trong hầu hết thời gian của năm 1943, Howard tiếp tục làm nhiệm vụ hộ tống vận tải tại vùng biển Caribe và Tây Đại Tây Dương. Phạm vi hoạt động của nó trải rộng đến Tây Ấn, Panama, Newfoundland và Iceland, và mục tiêu chính là bảo vệ các tàu chở dầu chuyên chở nhiên liệu tối cần thiết cho chiến tranh. Nó được điều động sang mặt trận Thái Bình Dương sau đó, khởi hành từ Norfolk vào ngày 21 tháng 11 năm 1943 và đi đến San Diego vào ngày 7 tháng 12. Sau khi được sửa chữa và huấn luyện, nó lên đường vào ngày 25 tháng 3 năm 1944 hộ tống tàu bè đi đến Trân Châu Cảng và Majuro, rồi hộ tống một đoàn tàu quay trở lại Trân Châu Cảng, đến nơi vào ngày 24 tháng 4 và bắt đầu chuẩn bị cho đợt tấn công lớn sắp tới lên quần đảo Mariana. Gia nhập Lực lượng đặc nhiệm đổ bộ dưới quyền Đô đốc Richmond Turner, Howard khởi hành vào ngày 29 tháng 5 và đi đến ngoài khơi Saipan ngang qua Eniwetok vào ngày 13 tháng 6. Nó tiến hành hoạt động quét mìn vào ban ngày và tuần tra bắn phá quấy rối vào ban đêm cho đến khi cuộc đổ bộ diễn ra vào ngày 15 tháng 6. Sau đó nó làm nhiệm vụ bảo vệ các tàu vận chuyển, và thực hiện hai chuyến đi con thoi khứ hồi đến Eniwetok trước khi quay trở về Trân Châu Cảng vào ngày 10 tháng 8 năm 1944.
Hoạt động lớn tiếp theo của Howard là chiến dịch tái chiếm Philippines được chờ đợi đã lâu. Dự định tiến hành vào tháng 10 lên đảo Leyte, chiếc tàu chiến được huấn luyện tại khu vực quần đảo Hawaii, rồi đi đến Eniwetok vào ngày 24 tháng 9 và lên đường hướng đến vịnh Leyte vào ngày 17 tháng 10. Một lần nữa nó thi hành nhiệm vụ quét mìn đầy nguy hiểm, dọn sạch các tuyến luồng trong eo biển Surigao và vịnh Leyte bất chấp thời tiết xấu. Sau khi hoàn thành nhiệm vụ, nó lên đường vào ngày 24 tháng 10 đi đến đảo Manus trong khi cuộc đổ bộ diễn ra, và vì thế đã lỡ mất dịp tham gia vào một trong những trận hải chiến lớn nhất lịch sử, hải chiến vịnh Leyte.
Các hoạt động huấn luyện được tiếp nối tại quần đảo Admiralty khiến con tàu bận rộn suốt hai tháng tiếp theo, nhưng nó lại khởi hành từ Manus vào ngày 23 tháng 12 để tham gia giai đoạn tiếp theo của chiến dịch giải phóng Philippines, cuộc đổ bộ lên Luzon. Nó gia nhập lực lượng tại vịnh Leyte vào ngày 30 tháng 12, và khởi hành cùng với đoàn tàu vào ngày 2 tháng 1 năm 1945 để hướng đến vịnh Lingayen. Trong suốt hành trình băng qua bờ biển Philippines, phía Nhật Bản liên tiếp tung ra các cuộc tấn công cảm tử kamikaze, khi Howard bắn rơi một máy bay đối phương và trợ giúp vào việc tiêu diệt nhiều chiếc khác. Không gặp những ngăn trở khác, lực lượng đi đến mục tiêu vào ngày 6 tháng 1. Các tàu quét mìn bắt đầu làm nhiệm vụ của nó dưới sự không kích hầu như liên tục của đối phương; và cho đến khi lực lượng đổ bộ vào ngày 9 tháng 1, ba tàu đồng đội của Howard đã bị mất. Dù vậy, cuộc tấn công vẫn không bị ngăn trở; và sau khi chiến thắng đã được đảm bảo, chiếc tàu quét mìn quay trở lại vịnh Leyte vào ngày 15 tháng 1 năm 1945 và về đến Ulithi vào ngày 5 tháng 2.
Khi các chiến dịch đổ bộ của Hoa Kỳ ngày càng đến gần Nhật Bản, Howard khởi hành từ Tinian vào ngày 13 tháng 2 cùng với lực lượng tấn công chiếm đóng Iwo Jima. Đảm nhiệm vai trò thường lệ chuẩn bị cho các cuộc đổ bộ, nó càn quét ngoài khơi hòn đảo trong ngày 16 tháng 2, chống trả nhiều đợt không kích. Sau khi cuộc đổ bộ diễn ra vào ngày 19 tháng 2, nó hoạt động trong vai trò bảo vệ, rồi đi đến Saipan vào ngày 2 tháng 3. Sau một lượt làm nhiệm vụ canh phòng ngoài khơi Iwo Jima trong tháng 3, nó quay trở về Trân Châu Cảng ngang qua Guam vào ngày 4 tháng 4 năm 1945.
Các con tàu mới hơn giờ đây sẵn có thay thế cho chiếc cựu binh đã 25 năm tuổi trong các hoạt động trên tuyến đầu. Vì vậy, sau khi được xếp lại lớp như một tàu phụ trợ với ký hiệu lườn AG-106 vào ngày 5 tháng 6 năm 1945, Howard đảm nhiệm vai trò hộ tống tàu ngầm tại vùng biển Hawaii và như một tàu canh phòng máy bay cho các hoạt động của tàu sân bay, trước khi lên đường quay trở về Hoa Kỳ vào ngày 2 tháng 10. Băng qua kênh đào Panama, nó về đến Philadelphia, Pennsylvania vào ngày 2 tháng 11, và được cho ngừng hoạt động tại đây vào ngày 30 tháng 11 năm 1945. Sang năm 1946, nó bị bán cho hãng Northern Metals Company ở Philadelphia, Pennsylvania để tháo dỡ.

## Phần thưởng
Howard được tặng thưởng sáu Ngôi sao Chiến trận do thành tích phục vụ trong Thế Chiến II.